# Love at First Sight (pesem, Kylie Minogue)
Ta članek govori o pesmi Kylie Minogue iz leta 2002. Za nepovezano istoimensko pesem z njenega debitantskega albuma, glej Kylie (album).
»Love At First Sight« je pop-dance pesem avstralske pevke Kylie Minogue, izdana junija 2002 preko njenega albuma Fever (2001).
Pesem so kot singl izdali tudi v Združenih državah Amerike kot drugi singl z albuma; na ameriških radijih so kot singl izdali ameriški radijski remix Ruffa & Jama. Singl je vključeval tudi mešanico remixa pesmi »Blue Monday« glasbene skupine New Order in uspešnice Kylie Minogue, »Can't Get You Out of My Head«. Pesem je bila leta 2003 nominirana za grammyja v kategoriji za »najboljše plesno delo«.

## Ozadje
Pesem »Love At First Sight« so napisali Kylie Minogue, Richard Stannard, Julian Gallagher, Ash Howes in Martin Harrington. Producirala sta jo Richard »Biff« Stannard in Julian Gallagher. Pesem so posneli v Dublinu, Irska v studiju Biffco. Richard Stannard je pri pesmi pel tudi spremljevalne vokale. Založba Parlophone je oznanila, da bodo pesem »Love At First Sight« izdali kot tretji singl z albuma in drugi singl z albuma, izdan v Združenih državah Amerike in Kanadi; pesem »In Your Eyes«, ki so jo kot drugi singl z albuma izdali drugod, so v Severni Ameriki izdali le v klubih.

## Nastopi v živo
Kylie Minogue je s pesmijo »Love At First Sight« leta 2002 nastopila na turneji KylieFever2002. Kasneje, leta 2003, je pesem izvedla še na koncertu, organiziranem v sklopu promocije albuma Body Language, Money Can't Buy. Kylie Minogue je s singlom nastopila tudi na turneji Showgirl: The Homecoming Tour; izvedla jo je kot dodatno in zadnjo pesem, a le na avstralskih koncertih. Njen nastop s pesmijo so vključili tudi na album v živo, naslovljen Showgirl Homecoming Live. Leta 2008 je pesem izvedla na turneji KylieX2008, leta 2011 pa je z mešanico te pesmi in pesmi »Can't Beat The Feeling« nastopila na turneji Aphrodite World Tour.

## Naslovnica
Naslovnico singla so posneli med snemalno sejo LoveKylie, ko je Kylie Minogue snemala fotografije, na katerih je oblečena le v spodnje perilo. Na naslovnici se pojavi Kylie Minogue, popolnoma gola, naslonjena na modro ozadje, za njo pa ni napisano ime singla ali njeno ime, zato so v trgovinah etiketo z imenom pogosto nalepili na prvo stran CD-ja. Singl so v večini regij izdali s to naslovnico. Ponekod pa so na naslovnici singla objavili fotografijo Kylie Minogue, naslonjeno na steklo z rdečo osvetljavo v ozadju. Na gramofonski plošči, izdani v Kanadi in Združenih državah Amerike, se pojavi Kylie Minogue, oblečena v rožnato majico.

## Izid
Založba Parlophone je singl leta 2002 izdala kot drugi singl z albuma v [[Velika Britanija|Veliki Britaniji. Kmalu zatem so ga izdali še na Irskem. Podjetje Warner Music Group je kasneje digitalno izdalo singl še v Avstraliji; tamkaj in na Novi Zelandiji je singl fizično izdala založba Mushroom Records. Ker je singl povsod požel toliko uspeha, so se pesem »Love At First Sight« leta 2002 odločili izdati tudi v Združenih državah Amerike in Kanadi, in sicer preko založbe Capitol Records.
Pesem so izdali tudi v digitalnem formatu. Založba Parlophone je digitalno različico singla izdala v Veliki Britaniji in na Irskem. Založba Capitol je singl izdala v Združenih državah Amerike in Kanadi, preko založbe EMI pa je digitalna različica singla izšla v drugih delih Evrope. V Avstraliji je pesem digitalno izšla preko založbe Warner Music Group; slednja se ni odločila še za digitalno izdajo pesmi na Novi Zelandiji, kjer je pesem izšla le v fizičnem formatu ali preko albuma Fever. Istega leta so v Združenih državah Amerike na internetu izdali remix pesmi; v Kanadi je ta remix izšel kot singl. Kasneje so remix izdali tudi v  Veliki Britaniji.

## Dosežki na lestvicah
Pesem »Love at First Sight« je 10. junija 2002 izšla v Združenem kraljestvu. Tamkaj je debitirala na drugem mestu glasbene lestvice, med prvimi petinsedemdesetimi pesmimi na lestvici ostala še dvanajst tednov in nazadnje za 200.000 prodanih izvodov prejela srebrno certifikacijo. Je tudi tretja zaporedna radijska uspešnica Kylie Minogue v Veliki Britaniji. V enem tednu so pesem na britanskih radijih predvajali 3.116-krat. S tem je Kylie Minogue podrla rekord, ki ga je postavila s pesmijo »Can't Get You Out of My Head«.
Tudi zunaj Velike Britanije je pesem požela veliko uspeha. Zasedla je eno od prvih desetih mest na španski, izraelski, hongkonški, kanadski, poljski, irski in madžarski glasbeni lestvici in še v mnogih drugih država; v rodni Avstraliji Kylie Minogue je pesem debitirala na tretjem mestu. Za 35.000 prodanih izvodov tamkaj je prejela zlato certifikacijo. Na novozelandski lestvici je pesem zasedla deveto mesto in za 7.500 tam prodanih izvodov prejela zlato certifikacijo.
Ker je s strani kritikov prejela v glavnem pozitivne ocene, so pesem »Love at First Sight« izdali tudi v Združenih državah Amerike, skupaj z remixom pesmi Ruffa & Jama. Kylie Minogue je na lestvici Billboard Hot 100 nazadnje požela uspeh s pesmimi »The Loco-Motion« (1988; tretje mesto) in »Can't Get You Out of My Head« (2001; sedmo mesto). Pesem »Love at First Sight« je postala njen drugi zaporedni singl, ki je zasedel eno od prvih štiridesetih mest na Billboardovi lestvici Hot 100; zasedla je triindvajseto mesto. Poleg tega je pesem požela precej uspeha na lestvici Billboard Hot Dance Music/Club Play, kjer je postala njena druga pesem, ki je zasedla prvo mesto.

## Videospot
Videospot za pesem »Love at First Sight« so posneli 12. maja 2002 v Dublinu, Irska, režiral pa ga je Johan Renck. Vključeval je Kylie Minogue pred zelenim ekranom, ki med plesom poje pesem, v ozadju pa videospot spremljajo razni vizualni efekti. Nekje sredi pesmi se ji pri plesu pridružijo še drugi plesalci. Videospot so izdali leta 2002.

## Seznam verzij
Britanski CD singlom #1
1. »Love at First Sight« – 3:59
2. »Can't Get Blue Monday Out of My Head« – 4:03
3. »Baby« – 3:48
4. »Love at First Sight« (videospot)

Britanski CD s singlom #2
1. »Love at First Sight« – 3:59
2. »Love at First Sight« (vokalni remix Ruffa & Jama) – 9:31
3. »Love at First Sight« (Scumfrogov vokalni remix) – 4:26

Avstralski CD s singlom
1. »Love at First Sight« – 3:59
2. »Can't Get Blue Monday Out of My Head« – 4:03
3. »Baby« – 3:48
4. »Love at First Sight« (klubski remix Ruffa & Jama) – 9:31
5. »Love at First Sight« (remix Twina Masterplana) – 5:55
6. »Love at First Sight« (Scumfrogov vokalni remix) – 4:26

Gramofonska plošča s singlom
1. »Love at First Sight« – 3:59
2. »Love at First Sight« (vokalni remix Kida Cremea) — 6:27
3. »Can't Get You out of My Head« – 4:03
4. »Love at First Sight« (Scumfrogov vokalni remix) – 8:54
5. »Love at First Sight« (Scumfrogov remix a cappella) – 1:34

Uradni remixi
1. »Love at First Sight« (verzija z albuma) – 3:58
2. »Love at First Sight« (vokalni remix Ruffa & Jama) – 3:38
3. »Love at First Sight« (remix Ruffa & Jama) – 3:45
4. »Love at First Sight« (daljši remix Ruff & Jama) – 4:41
5. »Love at First Sight« (Scumfrogov remix) – 8:54
6. »Love at First Sight« (remix Kida Cremea) – 6:23
7. »Love at First Sight« (vokalni remix Kida Cremea) – 2:35
8. »Love at First Sight« (plesni remix Davida Guette & Joachima Garrauda) – 6:26
9. »Love at First Sight« (inštrumentalni radijski remix Ruffa & Jama) – 3:48
10. »Love at First Sight« (mehanični remix Davida Guette & Joachima Garrauda) – 6:21

## Dosežki in certifikacije
| Lestvica (2002)                                           | Dosežek |
| --------------------------------------------------------- | ------- |
| Avstralija (ARIA)                                         | 3       |
| Avstrija (Ö3 Austria Top 40)                              | 29      |
| Belgija (Flandrija; Ultratop 50)                          | 25      |
| Belgija (Valonija; Ultratop 40)                           | 28      |
| Danska (Tracklisten)                                      | 6       |
| Finska (Suomen virallinen lista)                          | 18      |
| Francija (SNEP)                                           | 33      |
| Nemčija (Media Control Charts)                            | 16      |
| Irska (IRMA)                                              | 7       |
| Italija (FIMI)                                            | 8       |
| Nizozemska (Dutch Top 40)                                 | 15      |
| Nova Zelandija (RIANZ)                                    | 9       |
| Španija (PROMUSICAE)                                      | 7       |
| Švedska (Sverigetopplistan)                               | 36      |
| Švica (Schweizer Hitparade)                               | 22      |
| Združeno kraljestvo (UK Singles Chart)                    | 2       |
| Združene države Amerike (Billboard Hot 100)               | 23      |
| Združene države Amerike (Billboard Dance Club Play Songs) | 1       |

| Država (2002)                                             | Dosežek |
| --------------------------------------------------------- | ------- |
| Avstralija (ARIA)                                         | 66      |
| Švica (Schweizer Hitparade)                               | 95      |
| Združeno kraljestvo (UK Singles Chart)                    | 55      |
| Združene države Amerike (Billboard Dance Club Play Songs) | 5       |

| Država         | Certifikacija |
| -------------- | ------------- |
| Avstralija     | Zlata         |
| Nova Zelandija | Zlata         |

### Ostali pomembnejši dosežki
| Predhodnik: »Blame« od Sona | Prvo mesto na ameriški glasbeni lestvici (Billboard Hot Dance Club Play Songs) 20. julij 2002 – 27. julij 2002 | Naslednik: »The Need to Be Naked« od Amber |